# Saoedi-Arabië op de Olympische Zomerspelen 1976
Saoedi-Arabië nam deel aan de Olympische Zomerspelen 1976 in Montréal, Canada. Tijdens de tweede olympische deelname werden alleen atleten afgevaardigd.

## Deelnemers en resultaten

### Atletiek
| Olympiër                                                                                           | Discipline               | Resultaat | Prestatie                                 |
| -------------------------------------------------------------------------------------------------- | ------------------------ | --------- | ----------------------------------------- |
| Mohamed Al-Sehly                                                                                   | 100m (m)                 | 55e       | serie 2: 6de in 11,10                     |
| Hamed Ali                                                                                          | 200m (m)                 | 33e       | serie 1: 5de in 23,37                     |
| Ahmed Al-Assiri                                                                                    | 400m (m)                 | 40e       | serie 2: 8ste in 49,72                    |
| Attiya Al-Qahtani                                                                                  | 800m (m)                 | 38e       | serie 5: 7de in 1.57,67                   |
| Sheikr Al-Shabani                                                                                  | 1500m (m)                | 37e       | serie 3: 8ste in 4.08,70                  |
| Saad Al-Bishi                                                                                      | 5000m (m)                | DNS       | serie 3: niet gestart                     |
| Raja Faradj Al-Shalawi                                                                             | 10000m (m)               | DNF       | serie 2: niet gefinisht                   |
| Kamil Al-Abbasi                                                                                    | 400m horden (m)          | 21e       | serie 4: 5de in 55,00                     |
| Abdullah Al-Sahabi Mohamed Al-Sehly Hamed Ali Mohamed Ali Al-Malky Youssef Idrisi Salem Khalifa    | 4x100m (m)               | 20e       | serie 2: 7de in 42,00                     |
| Kamil Al-Abbasi Hamed Ali Mohamed Ali Al-Malky Mohammed Al-Mowaled Ahmed Al-Assiri Hassan Masallam | 4x400m (m)               | 15e       | serie 1: 7de in 3.17,53                   |
| Mohamed Al-Bouhairi                                                                                | hink-stap-springen (m)   | 23e       | kwalificatie groep B: 11de met 13,85m     |
| Ghazi Saleh Marzouk                                                                                | hoogspringen (m)         | DNF       | kwalificatie groep B: geen geldige poging |
| Rihan Obaid                                                                                        | polsstokhoogspringen (m) | DNS       | kwalificatie groep B: niet gestart        |
| Saad Al-Bishi                                                                                      | kogelstoten (m)          | 23e       | kwalificatie groep A: 11de met 11,68m     |
| Mahmoud Al-Zabramawi                                                                               | discuswerpen (m)         | 29e       | kwalificatie groep B: 15de met 35,94m     |

Amerikaanse Maagdeneilanden · Andorra · Antigua en Barbuda · Argentinië · Australië · Bahama's · Barbados · België · Belize · Bermuda · Bolivia · Bondsrepubliek Duitsland · Brazilië · Bulgarije · Canada · Chili · Colombia · Costa Rica · Cuba · Denemarken · Dominicaanse Republiek · Duitse Democratische Republiek · Ecuador · Egypte · Fiji · Filipijnen · Finland · Frankrijk · Griekenland · Groot-Brittannië · Guatemala · Haïti · Honduras · Hongarije · Hongkong · Ierland · IJsland · India · Indonesië · Iran · Israël · Italië · Ivoorkust · Jamaica · Japan · Joegoslavië · Kaaimaneilanden · Kameroen · Koeweit · Libanon · Liechtenstein · Luxemburg · Maleisië · Marokko · Mexico · Monaco · Mongolië · Nederland · Nederlandse Antillen · Nepal · Nicaragua · Nieuw-Zeeland · Noord-Korea · Noorwegen · Oostenrijk · Pakistan · Panama · Papoea-Nieuw-Guinea · Paraguay · Peru · Polen · Portugal · Puerto Rico · Roemenië · San Marino · Saoedi-Arabië · Senegal · Singapore · Sovjet-Unie · Spanje · Suriname · Thailand · Trinidad en Tobago · Tsjecho-Slowakije · Tunesië · Turkije · Uruguay · Venezuela · Verenigde Staten · Zuid-Korea · Zweden · Zwitserland